# Si la vie est cadeau
Si la vie est cadeau ist ein Lied von Corinne Hermès. Es ist der luxemburgische Beitrag und der Siegertitel des Eurovision Song Contest 1983.

## Hintergrund
Der Song wurde von Jean-Pierre Millers und Alain Garcia komponiert. Es handelt sich um einen balladesken Chanson, der sich mit dem Wunder des Lebens beschäftigt und es mit einem Geschenk vergleicht. Der Text erzählt von einem Mann, der der Protagonistin „die ganze Welt versprochen hat“, dies jedoch nicht einlöste: „Was ist mit dem Kind, das ich dir im Frühjahr schenken wollte?“ Sie singt dann, dass jede Art von Geschenk willkommen ist, gleich ob es gegeben, gestohlen oder zurückgegeben sei, und warnt, dass die guten Zeiten zu kurz sind, was bedeutet, dass der Zuhörer sie genießen sollte. Hermès nahm das Lied auch auf Englisch und Deutsch als Words of Love und Liebe gibt und nimmt auf.

## Beim Eurovision Song Contest
Das Lied wurde in der Nacht des Wettbewerbs an 20. und letzter Stelle aufgeführt, nach Belgiens Pas de deux mit Rendez-vous. Am Ende der Abstimmung hatte es 142 Punkte erhalten und wurde erster in einem Feld von 20. Der Sieg ließ Luxemburg mit Frankreich auf jeweils fünf Wettbewerbssiege gleichziehen, aber beide Länder wurden später von Irland und Schweden übertroffen, die jeweils sieben Mal gewinnen sollten.

## Chartplatzierungen
Im Vergleich zu den Eurovisions-Gewinnern der Vorjahre erwies sich Si la vie est cadeau nur als ein moderater kommerzieller Erfolg, der in Frankreich Platz vier erreichte, Platz drei in Belgien (Flandern), Platz zwölf in Irland, Platz 13 in Schweden und Platz 14 in der Schweiz, Platz 67 in Deutschland sowie Platz 31 in den Niederlanden, und es in den meisten anderen europäischen Ländern nicht schaffte, die Charts zu erreichen.
| ChartsChartplatzierungen | Höchstplatzierung | Wochen |
| ------------------------ | ----------------- | ------ |
| Deutschland (GfK)        | 67 (4 Wo.)        | 4      |
| Schweiz (IFPI)           | 14 (2 Wo.)        | 2      |